# 1768 w sztukach plastycznych
Wydarzenia w sztukach plastycznych i wizualnych w 1768 roku.

## Malarstwo

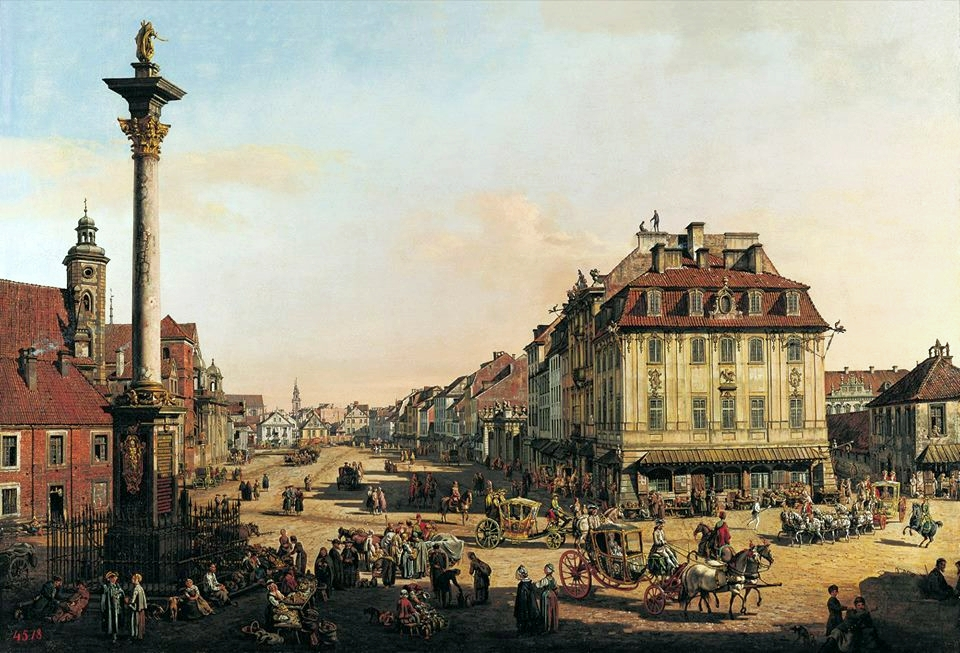
Bernardo Bellotto, Krakowskie Przedmieście od strony Bramy Krakowskiej

- Bernardo Bellotto

Krakowskie Przedmieście od strony Bramy Krakowskiej – olej na płótnie, 112 × 170 cm